# شهرستان ورامین
شهرستان وَرامین یکی از شهرستان‌های استان تهران است که مرکز آن شهر ورامین است و در ۲۶ کیلومتری جنوب شرق شهر تهران واقع شده‌است. شهرستان ورامین از شمال شرق به شهرستان‌های پیشوا و پاکدشت، از شمال غرب به شهرستان قرچک، از غرب به شهرستان ری، از جنوب به استان قم و از جنوب شرق و شرق به استان سمنان محدود شده‌است.

## پیشینه
شهرستان ورامین در سال ۱۳۵۴ در محدوده استان تهران تشکیل شد. سه شهرستان پاکدشت، پیشوا و قرچک به ترتیب در سال‌های ۱۳۷۶، ۱۳۸۹ و ۱۳۹۱ از شهرستان ورامین منتزع شدند.

## تقسیمات کشوری
شهرستان ورامین از دو بخش تشکیل شده‌است:
- بخش مرکزی شهرستان ورامین

شهر: ورامین
دهستان بهنام پازوکی جنوبی
دهستان بهنام وسط شمالی
- بخش جوادآباد

شهر: جوادآباد
دهستان بهنام عرب جنوبی
دهستان بهنام وسط جنوبی

## جغرافیا
شهرستان ورامین در جلگهٔ صاف حاصل خیز دشت ورامین واقع شده و از جنوب به دریاچه نمک و از مغرب به حسن‌آباد قم و از شمال به شهرستان پاکدشت و از مشرق به گرمسار (خوار سابق) محدود است.

### فرونشست زمین
فرونشست زمین در منطقه ورامین با سالانه میانگین ۳۶ سانتیمتر در سال، رتبهٔ نخست فرونشست زمین در جهان است. علت این فرونشست، برداشت بی‌رویه آب توصیف شده‌است. این فرونشست که در گذشته پدیدهٔ نادری بوده امروزه به شکل شکاف‌هایی در سطح زمین‌های کشاورزی شهرستان ورامین، پیشوا و قرچک دیده می‌شود.

## مردمان
در طول زمان مهاجران زیادی به منطقه ورامین جذب شده‌اند که برخی از این مهاجران به دلیل‌های سیاسی و برخی خود به این منطقه کوچ کرده‌اند. این مردمان با قومیت‌های مختلف همگی مردمان بومی منطقه محسوب می‌شوند که قبل از دوران معاصر به ورامین آمده‌اند.